# الگی علیا
الگی علیا روستایی است در شهرستان کوهرنگ، بخش بازفت، استان چهارمحال و بختیاری.
درشرق روستای الگی علیا اثارباستانی مربوط به دوران عیلامی وجود دارد .بردبت (سنگ بت)این اثر دارای سنگ نگاره به خط میخی است ودارای دو مجسمه یک زن و یک مرد که پادشاه اون زمان بود بروی سنگ حکاکی شده .